# Laurent Le Boulc'h
Pour les articles homonymes, voir Boulc'h.
Laurent Le Boulc'h, né le 4 septembre 1960 à Loudéac dans les Côtes-d'Armor, est un évêque catholique français, évêque de Coutances et Avranches de 2013 à 2023, puis nommé archevêque de Lille le 1er avril 2023.

## Biographie

### Formation
Il intègre en 1980 le séminaire interdiocésain de Vannes.
Il est ordonné prêtre le 19 juin 1988 en la cathédrale Saint-Étienne de Saint-Brieuc pour le diocèse de Saint-Brieuc.
Il est titulaire d'une licence canonique de théologie.

### Prêtre
Il exerce successivement différentes fonctions dans son diocèse d'origine : il commence son parcours comme vicaire de la cathédrale Saint-Étienne de 1988 à 1991. Il reprend ensuite des études à l'institut catholique de Paris, de 1991 à 1993.
De 1993 à 2005 il est vicaire épiscopal du diocèse chargé de la pastorale des jeunes, de l'accompagnement de l'enseignement diocésain, des scouts et Guides de France, de l'aumônerie de l'enseignement public et de l'initiation chrétienne. En 2003, il est en parallèle chargé de la formation permanente ainsi que délégué épiscopal à l'information.
De 2005 à sa nomination épiscopale, il est curé de la paroisse de Lannion et responsable de la zone pastorale de cette ville, ainsi que prêtre modérateur de la paroisse de Pleumeur-Bodou. Parallèlement à cette charge paroissiale, il est secrétaire général du conseil presbytéral de 2005 à 2012, puis délégué épiscopal auprès de la pastorale de la culture et du tourisme à partir de 2012.

### Évêque
Il est nommé évêque de Coutances le 5 septembre 2013 par le pape François. Il reçoit l'ordination épiscopale le 27 octobre 2013 des mains de Jean-Charles Descubes, archevêque de Rouen et primat de Normandie, assisté par Denis Moutel, évêque de Saint-Brieuc et Stanislas Lalanne, son prédécesseur et nouvel évêque de Pontoise. Il choisit alors sa devise épiscopale : « Mon joug est facile à porter, et mon fardeau léger » (Mt 11,30).
En tant qu'évêque de Coutances, il a appelé la Communauté Saint-Martin au Mont Saint-Michel.
Il est nommé archevêque de Lille le 1er avril 2023. Il est installé le 20 mai 2023 en la cathédrale Notre-Dame-de-la-Treille de Lille, par Jean-Marc Aveline, cardinal et archevêque métropolitain de Marseille, en présence de Celestino Migliore, nonce apostolique en France.

## Distinction
Laurent Le Boulc'h a été nommé chevalier de la Légion d'honneur le 14 juillet 2018.